# Black City Tour (album)
 (août 2025).
Si vous disposez d'ouvrages ou d'articles de référence ou si vous connaissez des sites web de qualité traitant du thème abordé ici, merci de compléter l'article en donnant les références utiles à sa vérifiabilité et en les liant à la section « Notes et références ».
Pour l’article homonyme, voir Black City Tour.
Albums de Indochine
Black City Parade
(11 février 2013) Black City Concerts
(4 décembre 2015)
Singles
1. Le fond de l'air est rouge (Live)
Sortie : 14 novembre 2014

Black City Tour est le onzième album live du groupe Indochine enregistré lors du concert du 12 mars 2014 au Palais 12 à Bruxelles. Il est sorti 1er décembre 2014.  
Un double DVD et un Blu-Ray de ce même concert sortent simultanément.
Une Box Collector de Black City Tour est éditée, comprenant 2 DVD / 2 CD / 1 BLU-RAY + un roadbook de 52 pages + un sticker.
Un quadruple vinyle sortira le 12 janvier 2015.
Le premier single qui est sorti pour promouvoir l'album live est Le fond de l'air est rouge, 6e chanson de l'album original.

## Liste des titres
CD1 : 
1. Black Ouverture
2. Black City Parade
3. Traffic Girl
4. Belfast
5. Kissing My Song
6. Atomic Sky
7. Memoria
8. Little Dolls
9. Miss Paramount
10. Wuppertal
11. Mao Boy (Piano/Voix)
12. Un Jour Dans Notre Vie (Piano/Voix)
13. J'Ai Demandé À La Lune
14. Tes Yeux Noirs

CD2 : 
1. College Boy
2. Alice & June
3. Black City Club (Trashmen - Canary Bay - Des Fleurs Pour Salinger - Paradize - Satellite - Play Boy - 3e Sexe - Black City Parade Return)
4. Marilyn
5. Trois Nuits Par Semaine
6. À L'Assaut (Acoustique)
7. L'Aventurier
8. Le Fond De L'Air Est Rouge
9. Pink Water

NB : La Nuit Des Fées, Salomé et Kill Nico  ne font pas partie du CD, mais sont présentes dans les bonus du DVD.

## DVD
DVD 1 : 
1. Black Ouverture
2. Black City Parade
3. Traffic Girl
4. Belfast
5. Kissing My Song
6. Atomic Sky
7. Memoria
8. Little Dolls
9. Miss Paramount
10. Wuppertal
11. Mao Boy (Piano/Voix)
12. Un Jour Dans Notre Vie (Piano/Voix)
13. J'Ai Demandé À La Lune
14. Tes Yeux Noirs
15. College Boy
16. Alice Et June
17. Black City Club (Trashmen - Canary Bay - Des Fleurs Pour Salinger - Paradize - Satellite - Play Boy - 3e Sexe - Black City Parade Return)

DVD 2 : 
1. Marilyn
2. Trois Nuits Par Semaine
3. À L'Assaut (Acoustique)
4. L'Aventurier
5. Le Fond De L'Air Est Rouge
6. Pink Water

BONUS : 
1. La Nuit Des Fées
2. Salomé
3. Kill Nico
4. Black City Road (Making Of)